# Могильовське сільське поселення (район імені Лазо)
Могильо́вське сільське поселення (рос. Могилёвское сельское поселение) — сільське поселення у складі району імені Лазо Хабаровського краю Росії.
Адміністративний центр — село Могильовка.

## Населення
Населення сільського поселення становить 2387 осіб (2019; 2428 у 2010, 2587 у 2002).

## Склад
До складу сільського поселення входять:
| Населений пункт  | Населення, осіб (2002) | Населення, осіб (2010) |
| ---------------- | ---------------------- | ---------------------- |
| Гродеково, село  | 1227                   | 1152                   |
| Могильовка, село | 1360                   | 1276                   |